# 迪奧塞斯
迪奧塞斯（Deioces，或稱Déjocès、Diyako，？—前675年），又作戴奥凯斯，古希臘歷史學家希羅多德認為他是古代西亞米底王國的建立者，不過有人認為米底王國其實是由迪奧塞斯之子弗拉歐爾特斯建立。迪奧塞斯自前728年—前675年在位，共53年。
约在公元前8世纪时，迪奥塞斯统一米底各部落，摆脱亚述统治，建埃克巴坦那城（今伊朗高原的哈马丹地方）。米底国公元前550年为波斯所灭。